# Boda de Margarita de Dinamarca y Enrique de Laborde de Mopezat
La boda de princesa heredera Margarita de Dinamarca y Enrique de Laborde de Monpezat tuvo lugar el sábado 10 de junio de 1967 en el Iglesia de Holmen en Copenhague, Dinamarca.

## Antecedentes
Margarita era la hija mayor del rey Federico IX y la reina Ingrid y Enrique era hijo de Andrés de Laborde y Renée-Yvonne Doursennot.
Se conocieron en una cena en la Embajada de Francia en Londres en 1965, mientras la princesa residía en la capital británica ya que estudiaba en la Escuela de Economía. En septiembre de 1966 fueron vistos abrazándose en el Aeropuerto de Copenhague, su compromiso se anunció el 4 de octubre de ese mismo año.
Ese mismo día el Parlamento dio su consentimiento y el día 5 de octubre el rey pidió consentimiento al Consejo de Estado que le fue concedido. La pareja y ambas familias saludaron a la multitud desde el Palacio de Amalienborg y posteriormente se trasladaron al Palacio de Fredensborg donde almorzaron.
Enrique le regaló a Margarita un anillo fabricado por Van Cleef y Arpels compuesto por dos diamantes de talla cuadrada montados en diagonal sobre una banda de oro amarillo.
La boda estaba prevista para el 25 de mayo de 1967, coincidiendo con el aniversario de bodas de sus padres, pero se pospuso para el mes de junio porque la hermana de Margarita, la reina consorte Ana María de Grecia estaba esperando un hijo para eses fechas.

### Celebraciones previas
Enrique se mudó a Dinamarca a tiempo completo a finales de 1966, se convirtió al luteranismo y cambió la grafía de su nombre al danés.

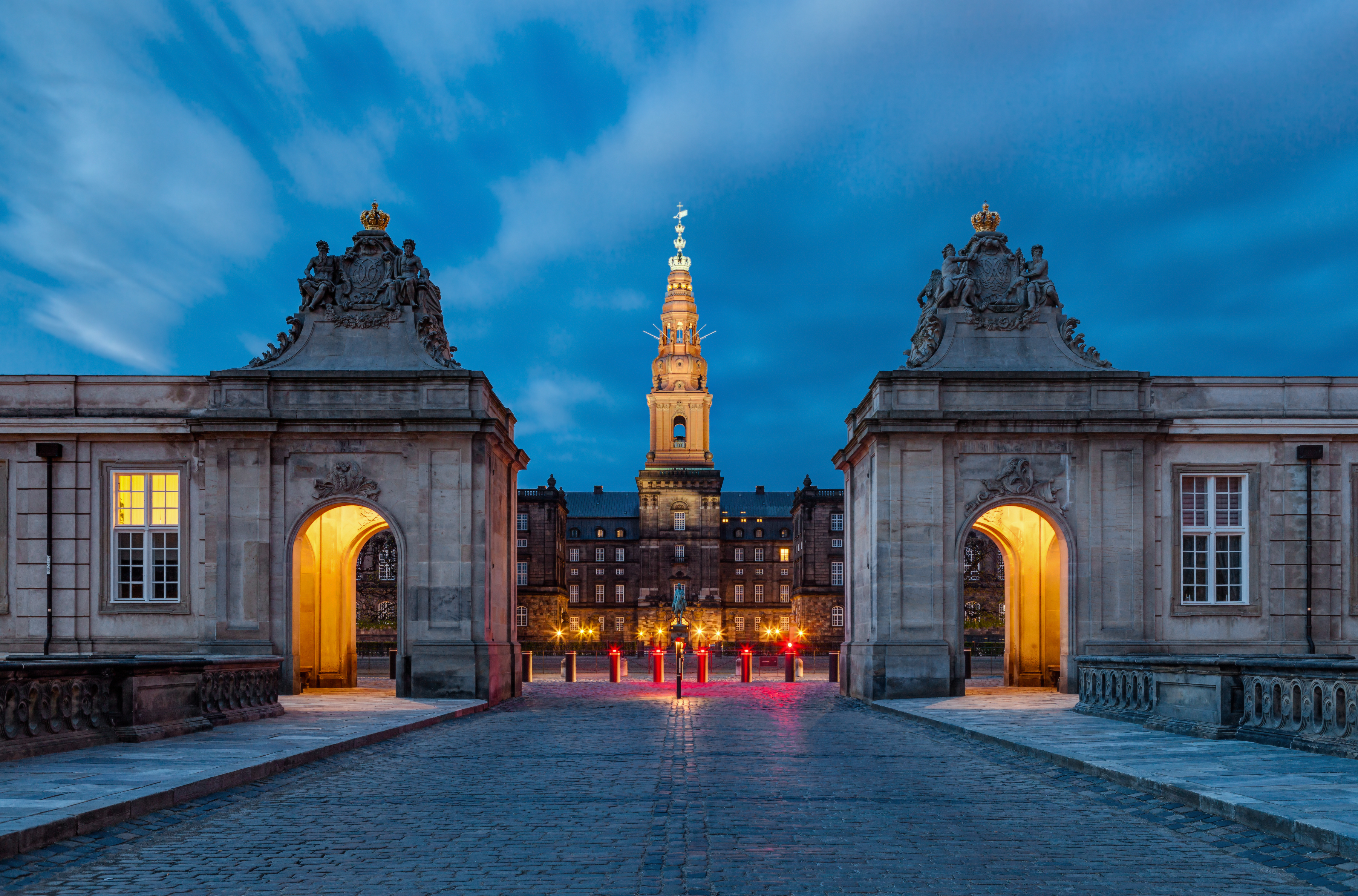
Palacio de Christiansborg, donde se celebraron varias galas

En honor a la pareja se celebraron varias cenas previas a la boda, bailes y galas. El rey y la reina organizaron una gala para el cuerpo diplomático en el Palacio de Christiansborg el 30 de mayo y al día siguiente una actuación especial en el Teatro Real y una cena para el gobierno de nuevo en el Palacio de Christiansborg. El 7 de junio se celebró una recepción en la Embajada de Francia.

## Boda

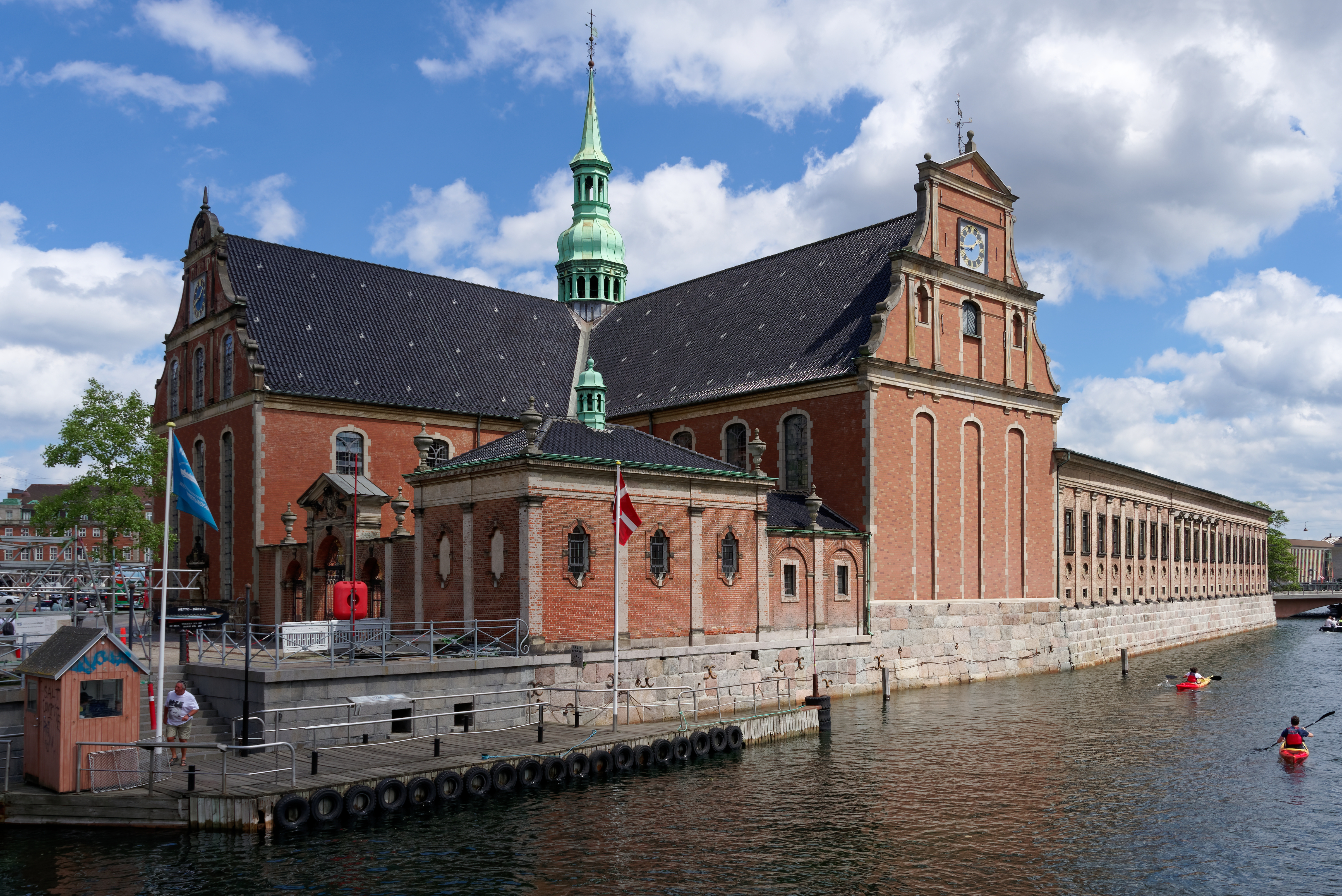
Iglesia de Holmen

La princesa Margarita y Enrique de Laborde de Monpezat se casaron el sábado 10 de junio de 1967 a las 17:00 hora local en el Iglesia de Holmen. La ceremonia estuvo oficiada por Erik Jensen, Obispo de Aalborg y duró 20 minutos.

###### Música
La princesa Margarita y su padre caminaron por el pasillo hasta un escenario musical del siglo XVI Salmo 42. Durante el servicio se cantaron dos himnos. La pareja abandonó la iglesia con Charles-Marie Widor's "Toccata" de Symphonie pour orgue No. 5.

###### Vestimenta
La princesa Margarita lució un vestido de novia de seda con una cola de seis metros del diseñador de moda danés Jørgen Bender. Llevaba el velo de encaje irlandés de su abuela materna, princesa Margarita de Connaught, usado en su boda en 1905. También llevaba la tiara de diamantes cartier que su abuela lo había recibido como regalo de bodas del Jedive de Egipto y un broche de margaritas de diamantes de su madre hecho con diamantes que habían pertenecido a Margarita de Connaught.

###### Banquete
La recepción de la boda para 400 invitados se celebró en Palacio de Fredensborg. Tras su matrimonio, Enrique asumió el título de Príncipe de Dinamarca y adoptó su nombre danés Henrik. El príncipe Henrik pronunció un discurso en el que afirmó que su nueva esposa era el "adorno más hermoso" del "jardín en flor" que es Dinamarca.

## Invitados
A la boda asistieron miembros de las familias de la pareja, familias reales extranjeras y dignatarios daneses y franceses. La hermana y el cuñado de la novia, reina Ana María y el rey Constantino II de Grecia, estuvieron ausentes debido a la inestabilidad política en su país después de a golpe de Estado el 21 de abril de 1967. La reina Ingrid colocó fotografías de la pareja real griega alrededor del Palacio de Fredensborg durante la recepción para asegurarse de que se sintiera su ausencia

### Familia real danesa
- Rey Federico IX y reina Ingrid (padre y madre de la novia)
  - Princesa Benedicta y el príncipe heredero de Sayn-Wittgenstein-Berleburg (hermana de la novia y su prometido)
- Príncipe heredero Canuto y princesa heredera Carolina Matilde (tíos paternos de la novia)
  - Princesa Isabel (prima paterna de la novia)
  - Príncipe Ingolfo (primo paterno de la novia)
  - Príncipe Cristián (primo paterno de la novia)
- Príncipe Gorm
- Conde y condesa de  Rosenborg
- Princesa Axel
- Príncipe Viggo
- Princesa Margarita de Borbón-Parma

### Familia de Laborde de Monpezat
- André y Renée de Laborde de Monpezat (padre y madre del novio)
  - Françoise Bardin (hermana del novio)
  - Maurille Beauvillain (hermana del novio)
  - Étienne de Laborde de Monpezat (hermano del novio)
  - Jean-Baptiste de Laborde de Monpezat (hermano del novio)

### Casas reales reinantes

###### Suecia
- Rey Gustavo VI Adolfo (abuelo materno de la novia)
  - Princesa Sibila, duquesa de Västerbotten (viuda del tío materno de la novia)
    - Princesa Margarita y señor Juan Ambler (prima materna de la novia y marido)
    - Princesa Brígida y príncipe Juan Jorge de Hohenzollern-Sigmaringen (prima materna de la novia y marido)
    - Princesa Desiré y barón Nils August Silfverschiöld (prima materna de la novia y marido)
    - Princesa Cristina (prima materna de la novia)
    - Príncipe heredero Carlos Gustavo (primo materno de la novia)

  - Príncipe Sigvard Bernadotte y condesa Marianne Lindberg (tíos maternos de la novia)
  - Príncipe Bertil, duque de Hallan (tío materno de la novia)
  - Conde Bernadotte de Wisborg y condesa Gunnila (tíos maternos de la novia)

###### Bélgica
- Rey Balduino I y reina Fabiola

###### Luxemburgo
- Gran duque Juan y gran duquesa Josefina Carlota

###### Países Bajos
- Reina Juliana I
  - Princesa heredera Beatriz y príncipe Nicolás

###### Noruega
- Rey Olav V
  - Príncipe heredero Harald

###### Reino Unido
- Princesa Marina, duquesa de Kent

### Miembros de casas reales no reinantes
- Príncipe Juan Carlos y princesa Sofía, príncipes de Asturias
- Príncipe Luis Fernando de Prusia y princesa Kira Kirillovna
- Duque Cristián Luis de Mecklemburgo-Schwerin y duquesa Bárbara
- Princesa Tatiana Radziwiłł y señor Jean Henri Fruchaud

## Otros datos
El matrimonio residió entre el Palacio de Amalienborg y el Palacio de Fredensborg pasando las vacaciones de verano en el Palacio de Grasten y las de navidad en el Palacio de Marselisborg. 
Margarita y Enrique tuvieron dos hijos:
- Rey Federico X de Dinamarca(26 de mayo de 1968)
- Príncipe Joaquín de Dinamarca (7 de junio de 1969)

El 14 de enero de 1972 fallece el rey Federico IX a los 72 años de edad y Margarita se convierte en la nueva reina de Dinamarca. El 13 de febrero de 2018 fallece el príncipe Enrique a los 83 años de edad. 
El 14 de enero de 2024, después de 52 años de reinado, Margarita abdica en favor de su hijo Federico. 